# Lunds stad
Denna artikel handlar om den tidigare kommunen Lunds stad. För orten se Lund, för dagens kommun, se Lunds kommun.
Lunds stad var en stad och kommun i Malmöhus län.

## Administrativ historik
Staden grundades före år 1000 och blev etablerad stad under det följande århundradet. 
Från medeltiden fram till 1913 var stadens område i stort sett oförändrat. Det omfattade själva orten Lund (innanför stadsvallen) samt fälader i norr, öst och väst (Mårtens fälad, Norra Fäladen och Klosters fälad).

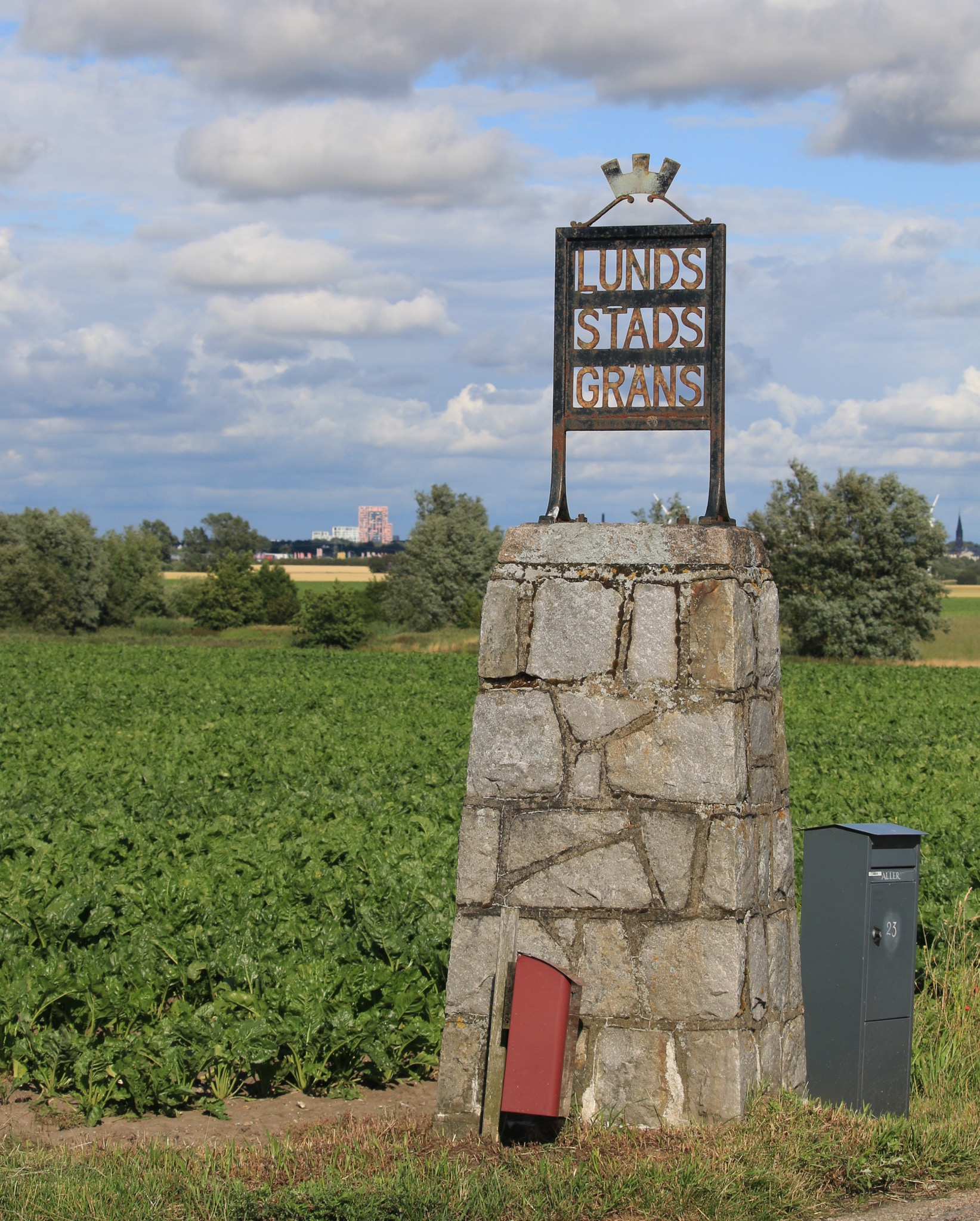
Äldre skylt för Lunds stads gräns väster om staden.

Staden blev en egen kommun, enligt Förordning om kommunalstyrelse i stad (SFS 1862:14) från och med den 1 januari 1863, då Sveriges kommunsystem infördes. 1913 uppgick delar av Lunds landskommun i staden och 1914 inkorporerades Sankt Peters Klosters landskommun. Den 1 januari 1944 uppgick resten av Lunds landskommun i staden, förutom en del med 18 invånare som uppgick i Hardeberga landskommun. I och med den första kommunreformen 1952 uppgick Stora Råby landskommun i staden och 1967 hela Torns landskommun. 1955 flyttades en del av området som utgjort Sankt Peters Klosters socken till Flädie landskommun. 1971 ombildades så stadskommunen till Lunds kommun.
Staden tillhörde judiciellt Lunds rådhusrätt som 1971 gick upp i Lunds tingsrätt.
Lunds stadsförsamling uppgick 1944 med Lunds landsförsamling i Lunds domkyrkoförsamling. Ur denna utbröts 1962 Lunds Allhelgonaförsamling och 1992 Helgeands församling.

### Sockenkod
För registrerade fornfynd med mera så återfinns staden inom ett område definierat av sockenkod 1298 som motsvarar den omfattning staden hade kring 1950, vilket innebär att området även omfattar Lunds socken och Sankt Peters Klosters socken.

## Stadsvapen
Blasonering: En sköld av silver, däruti en på grön mark stående krenelerad mur med ett krenelerat porttorn, varöver ett mindre torn samt ett torn på var sida, allt rött.
Vapnet fastställdes 1913 och är tecknat efter ett sigill från 1300-talets mitt. Själva sigillstämpeln återfanns på en ö i Mälaren så sent som på 1940-talet. Sigillet är ett exempel på att borgar och murar ofta användes i städernas kännetecken, trots att staden Lund endast var skyddad av jordvall och träpalissad. Efter kommunbildningen registrerades vapnet 1975 i PRV.

## Geografi
Lunds stad omfattade den 1 januari 1952 en areal av 39,62 km², varav 39,46 km² land.

### Tätorter i staden 1960
I Lunds stad fanns tätorten Lund, som hade 39 481 invånare den 1 november 1960. Tätortsgraden i staden var då 97,9 procent.

## Politik

### Mandatfördelning i valen 1919–1966
| 22 | 4 | 16 |

| 36 | 6 |

| 20 | 2 | 20 |

| 35 | 7 |

| 22 |  | 2 | 17 |

| 37 |

| 22 |  |  | 18 |

| 38 |

| 22 | 20 |

| 37 |

| 23 | 19 |

| 38 |

| 26 | 4 | 12 |

| 35 | 7 |

| 25 | 4 | 13 |

| 36 | 6 |

|  | 22 | 7 | 12 |

| 37 |

| 22 | 10 | 10 |

| 37 |

| 20 | 10 | 12 |

| 35 | 7 |

| 19 |  | 6 | 16 |

| 35 | 7 |

| 22 | 2 | 7 | 14 |

| 39 |

| 24 | 3 | 6 | 17 |

| 42 | 8 |